# BMW R 51/2

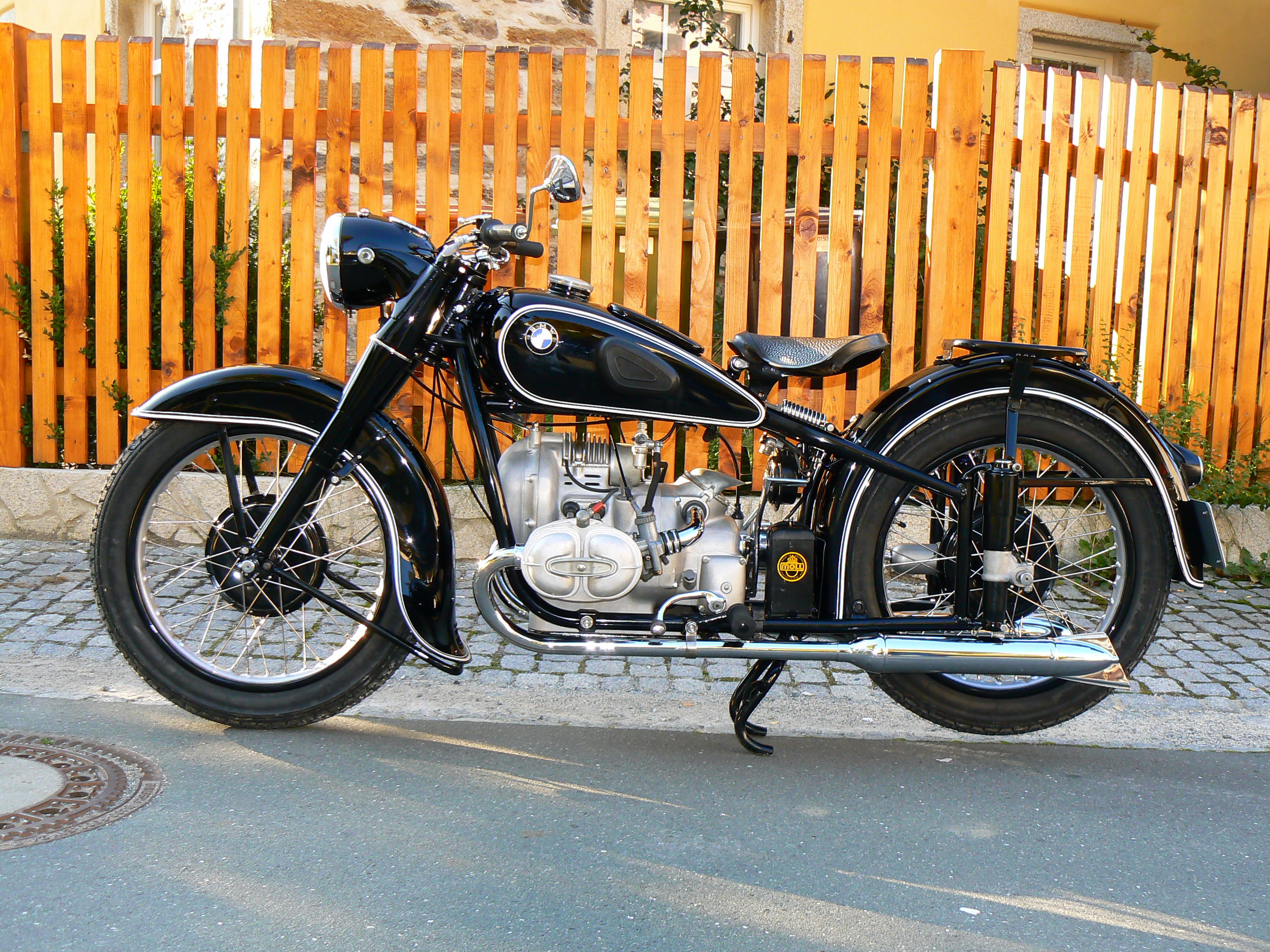
BMW R 51/2, Baujahr 1950, Originalrestaurierung

Die BMW R51/2 ist das erste Boxer-Motorrad, das BMW nach dem Zweiten Weltkrieg baute. Es wurde nur in den Jahren 1950/51 in einer geringen Stückzahl von 5000 Exemplaren gefertigt. Das Nachfolgemodell BMW R 51/3 wurde ab 1951 in weitaus größeren Stückzahlen hergestellt.

## Geschichte
BMW präsentierte die R 51/2 am 18. Oktober 1949 im Münchner Hotel Bayerischer Hof der Öffentlichkeit. Der Vorgänger der R 51/2 war das von 1938 bis 1940 gebaute Modell BMW R 51 mit im Wesentlichen gleichem Fahrwerk, Teleskopgabel und Geradweg-Hinterradfederung.

## Konstruktionsmerkmale
Der Rahmen ist aus Stahlrohr geschweißt mit seitlich angebrachten Kugelköpfen für den Seitenwagen-Betrieb. Der S 350 oder der TR 500 von Steib sind passende Seitenwagen. Zum Beiwagen-Betrieb ist eine spezielle Zahnradübersetzung des Kardanantriebes erforderlich.
Schutzbleche, Tank und Felgen sind aus Stahlblech. Der Motorblock ist wie das Getriebe und das Kardangetriebe-Gehäuse aus Aluminiumguss. Wie bei den Vormodellen, der BMW R 5 und der BMW R 51, ist der Motor mit den Motor-Steckachsen in Gummibuchsen gelagert. Der Auspufftopf ist mit Schellen direkt an Motorachse und Rahmen befestigt.

### Motor

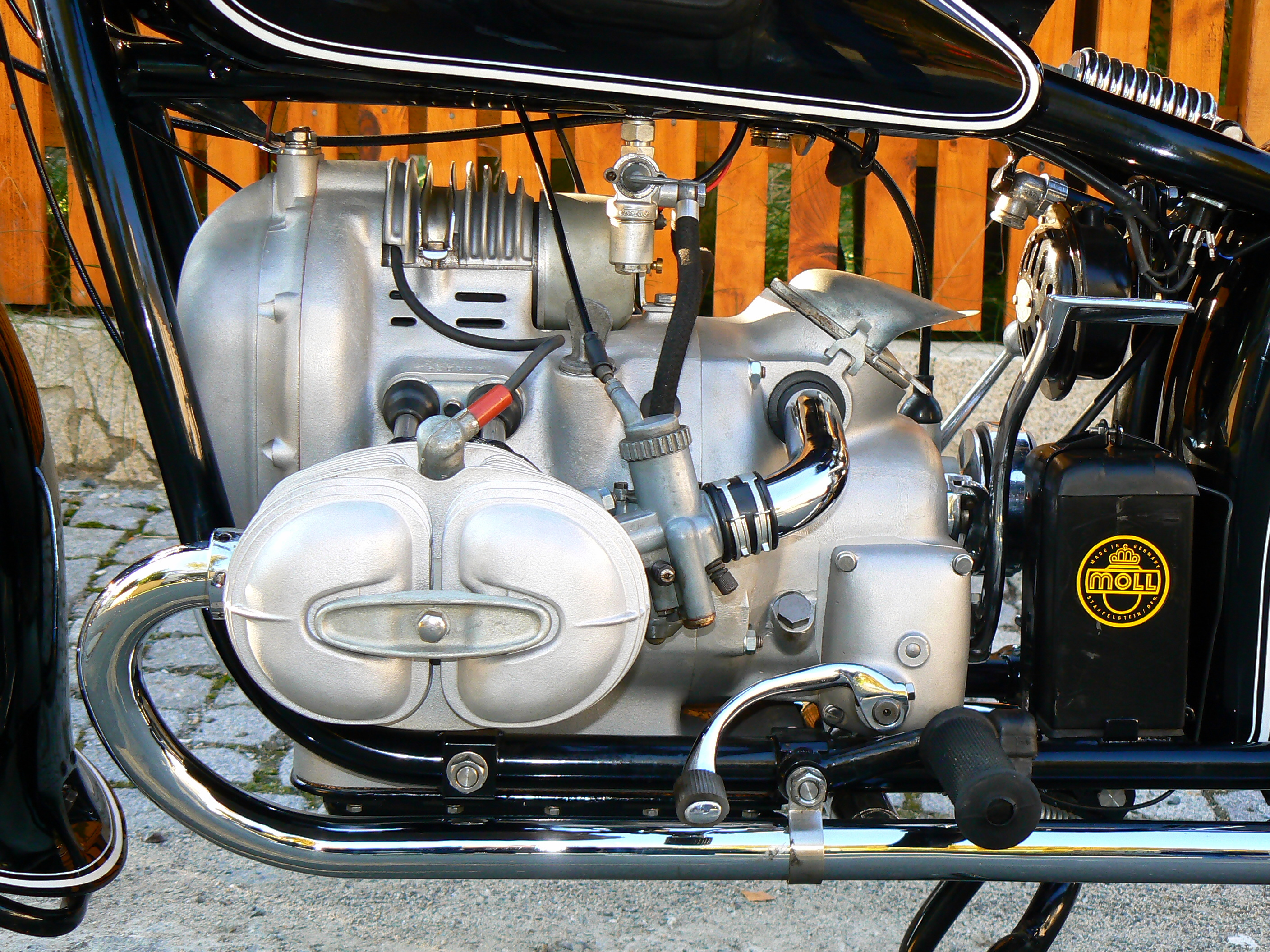
R 51/2 Motor – typisch der geteilte Ventilkammerdeckel

Der Motor der R 51/2 ist die letzte Version der Vorkriegs-Zweizylinder mit zwei Nockenwellen über der Kurbelwelle, die von einer Steuerkette angetrieben werden; der Motor des Nachfolgemodells R 51/3 hat nur eine Nockenwelle mit Antrieb über Stirnräder. Im Motor ist nur noch eine Ölfüllung im Umlauf; die Vorgängermotoren der R 5 und R 6 hatten außer der Kurbelgehäuseschmierung noch separate Ölfüllungen für jeden Zylinderkopf.
Der Motorblock ist wie das Getriebe und das Kardangetriebe-Gehäuse aus Aluminiumguss. Der Motor ist wie bei den Vorgängermodellen BMW R 5 und BMW R 51 ein längs eingebauter Zweizylinder-Boxer-Viertaktmotor mit über den Zylindern in verchromten Stahlrohren außen laufenden Stoßstangen (OHV-Motor). Die Stoßstangen betätigen die Kipphebel im Zylinderkopf, die ihrerseits die hängenden Ventile betätigen. Die Kipphebel sind wie die beiden Pleuel in Bronzebuchsen gelagert; die Kurbelwelle läuft in Kugellagern. Die Ölpumpe befindet sich hinter dem vorderen Gehäusedeckel und ist eine einfache Zahnradpumpe, die über Schneckengetriebe von einer Nockenwelle angetrieben wird.

### Getriebe
Auf dem hinteren Kurbelwellenstumpf sitzt die schwere Schwungscheibe (mit im Schauloch einsehbarer Zündeinstellmarkierung), die die Einscheibentrockenkupplung aufnimmt. Die Kupplung wird mit Axiallager über eine Druckstange betätigt, die durch die hohle Getriebehauptwelle verläuft. Dieses Modell hat den klassisch geschwungenen verchromten Kickstarter-Hebel. Am Getriebe befindet sich auf der rechten Seite des Motorrades zusätzlich ein Handschalthebel.

### Zündung und Lichtmaschine
Die R 51/2 ist das letzte Modell mit extern angebauter Lichtmaschine, die oben auf dem Motorblock liegt. Die Gleichstrom-Lichtmaschine mit Laderegler wird von der Steuerkette mit angetrieben und dient gleichzeitig als Kettenspanner.  Auf der linken Nockenwelle sitzen hinter dem Aluminiumguss-Deckel der spritzwasserdicht gekapselte Zündverteiler und die Zündspule. Auch diese Bauweise ist letztmals beim Modell R 51/2 zu sehen. Der Unterbrecherkontakt der Batteriezündung wird von der linken Nockenwelle angesteuert. Der Zündzeitpunkt wird von Hand eingestellt, da keine automatische Zündzeitpunktverstellung vorhanden ist. Das Nachfolgemodell R 51/3 hat eine Magnetzündung ohne Zündverteiler, aber mit automatischer Fliehkraftverstellung. Der Bleiakkumulator ist ungekapselt unter dem Sattel auf dem unteren Rahmenrohr befestigt.

### Vergaser, Luftfilter
Die beiden Vergaser sind Bing-Schwimmerkammervergaser mit konischer Nadel im Rundschieber. Das Nass-Luftfilterelement sitzt auf dem Getriebegehäuse, ein Stahlnetz, an dem der Staub sich beim Ansaugen der Luft festsetzt, das zu Wartungszwecken ausgewaschen und dann mit Öl benetzt wird.

### Antrieb
Der Antriebsstrang erfordert am Getriebeausgang ein elastisches Drehmoment-Übertragungselement. Dazu ist eine schwarze textilverstärkte Gummi-Vierlochscheibe (Hardyscheibe) am Zweifingerflansch des Getriebes aufgeschoben, die das Drehmoment der Getriebeausgangswelle auf die Zweifingeraufnahme der Kardanwelle überträgt. Diese Hardyscheibe ist wegen der hohen Fliehkräfte der rotierenden Gummischeibe stirnseitig mit einem verchromten Stahlring bestückt.
Die Kardanwelle zum Hinterrad ist hochglanzverchromt und freilaufend. Das am Winkelgetriebe befestigte Kreuzgelenk der Kardanwelle ist gegen Staub mit einer verchromten Schraubkappe abgedeckt. Gegen diese Schraubkappe läuft ein mit der Welle rotierender Dichtungsgummi, der den losen Schmutz aus dem Kardangelenk fernhält.
Die Kardanwelle ist mit einem Kardangelenk versehen und am Winkelgetriebe mittels Verzahnung befestigt. Das Umlenkgetriebe ist ein Kegelradgetriebe mit 90° Umlenkung. Die Zahnräder des Umlenkgetriebes laufen in einem speziellen Schwergetriebeöl für hohe Flankenpressungen (Hypoidöl).

### Räder
Die R 51/2 ist mit schmalen Halbbremsnaben ausgerüstet. Das Nachfolgemodell R 51/3 bekam erst ab 1954 vorn und hinten Aluminium-Vollnabenbremsen mit erheblich verbesserten Verzögerungswerten.

## Technische Daten
| Kenngröße              | Daten der R 51/2             |
| ---------------------- | ---------------------------- |
| Bohrung                | 68 mm                        |
| Hub                    | 68 mm                        |
| Hubraum                | 494 cm³                      |
| Verdichtungsverhältnis | 6,3 : 1                      |
| Leistung               | 24 PS (18 kW) bei 5800 min−1 |
| Höchstgeschwindigkeit  | 140 km/h                     |
| Leergewicht            | 185 kg                       |
| Tankinhalt             | 14 Liter                     |